# Linero

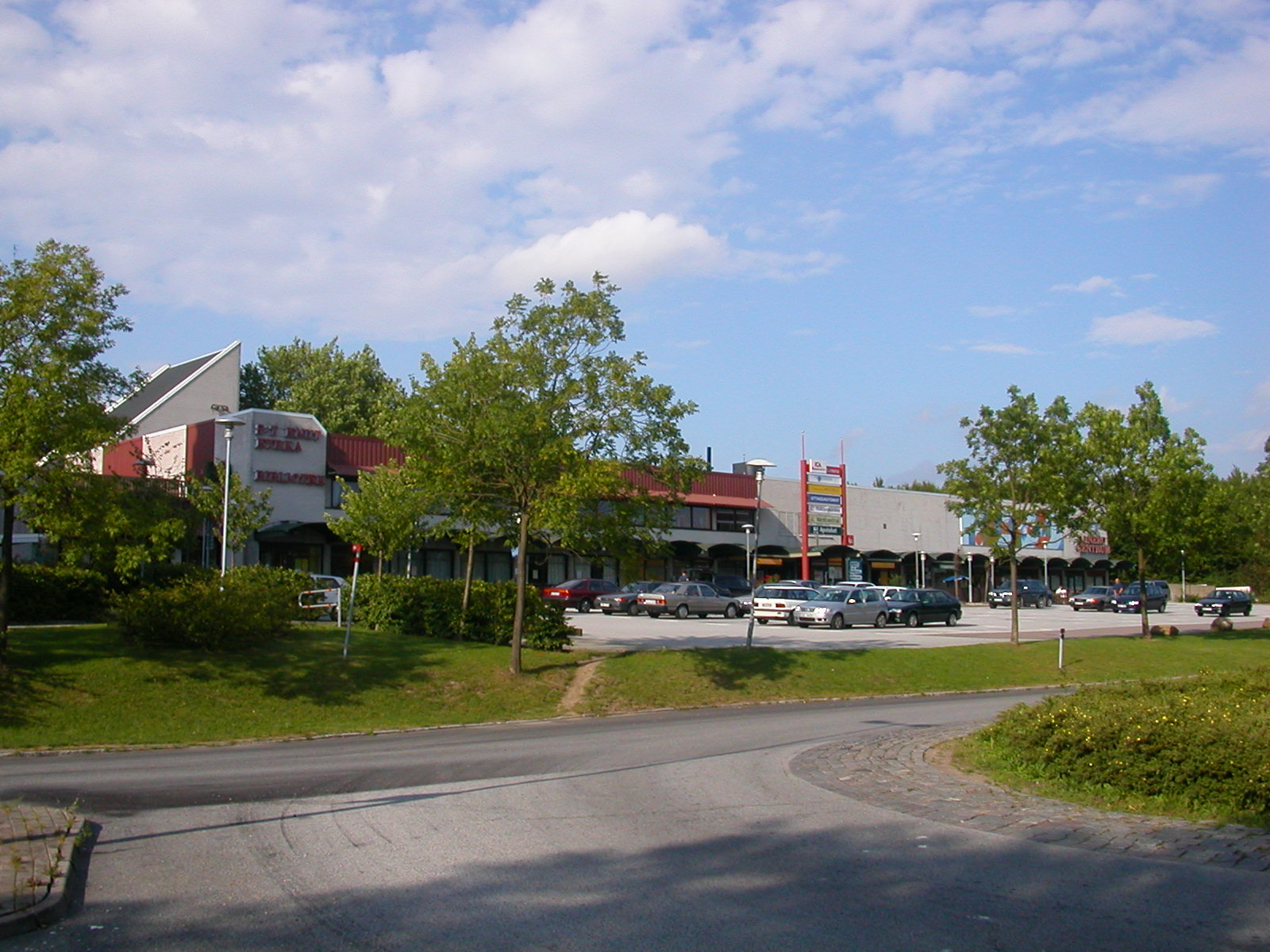
Det mesta av Lineros affärer, liksom kyrkan, finns samlat på ett och samma ställe.

Linero är en stadsdel i Lund. Den statistiska stadsdelen Linero motsvarar Linero, företagsområdet Gastelyckan och åkrar nära sydöstra delen av Lunds tätort. Området är uppdelat i två delar, ett villaområde, i dagligt tal kallat övre Linero, och nedre Linero, i huvudsak bestående av bostadsrätter och hyresrätter. Nedre Linero byggdes som en del av miljonprogrammet på 1960 och 1970- talet. Villorna byggdes 1971-1972. Linero hade 2007 5 398 invånare. Många gator, gränder och vägar är uppkallade efter vikingar, till exempel Ragnar Lodbroks gränd. 
Linero är ett mångkulturellt område. Här ligger moskén Masjid Lund vars församling har omkring 140 medlemmar. 
Ursprungligen var Linero ett lantställe på Lunds östra fälad. Det är uppkallat efter domprosten Hans Magnus Melins hustru Carolina Bååth. Gården byggdes 1869 och revs 1980. De sista åren användes mangårdsbyggnaden som fritidsgård.
Fotbollsklubben Linero IF har sin hemmaplan på Linero. Vikingaskolan ligger på Linero.

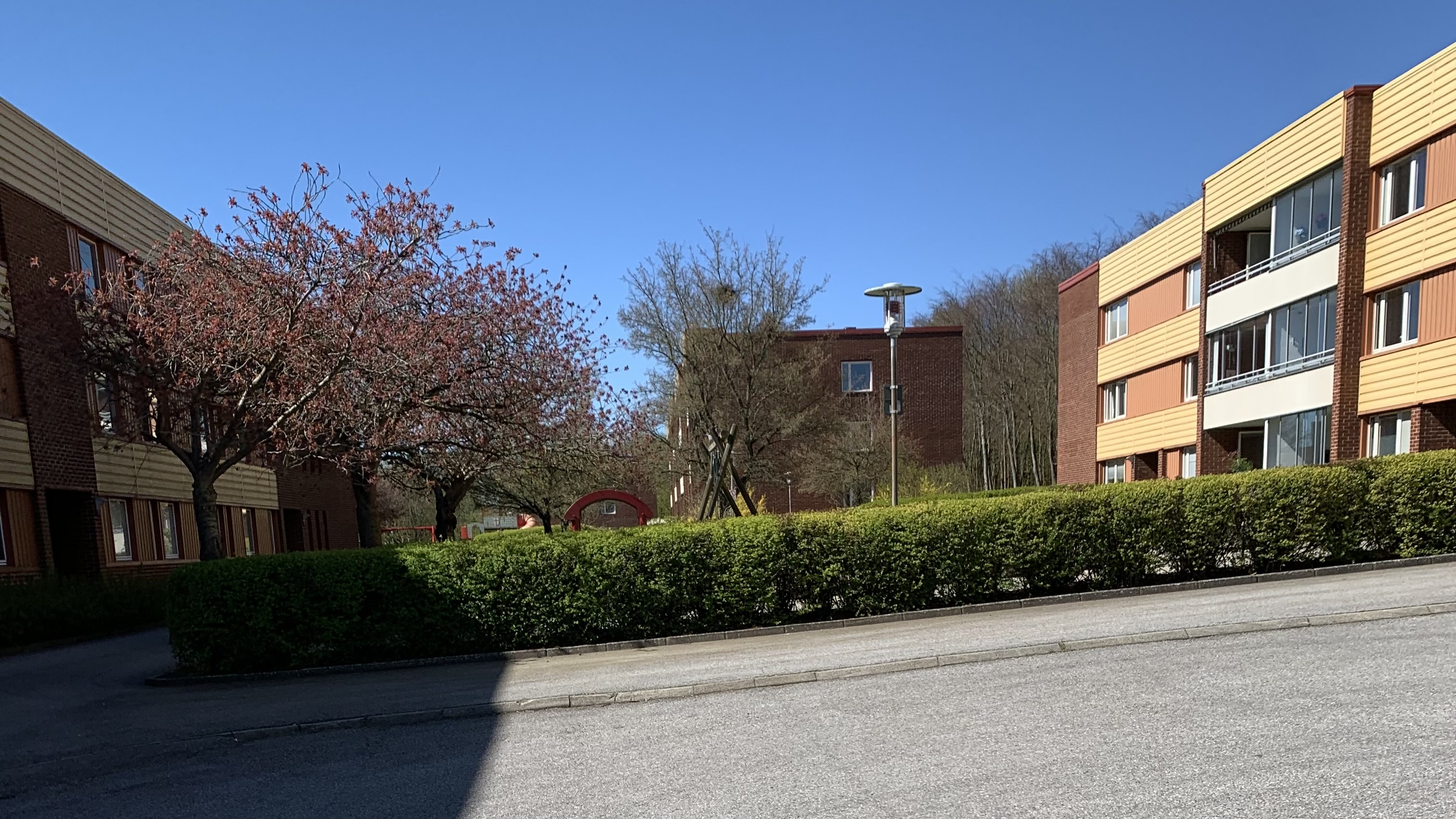
Exempel på bostäder i Linero.

## Sankt Knuts kyrka

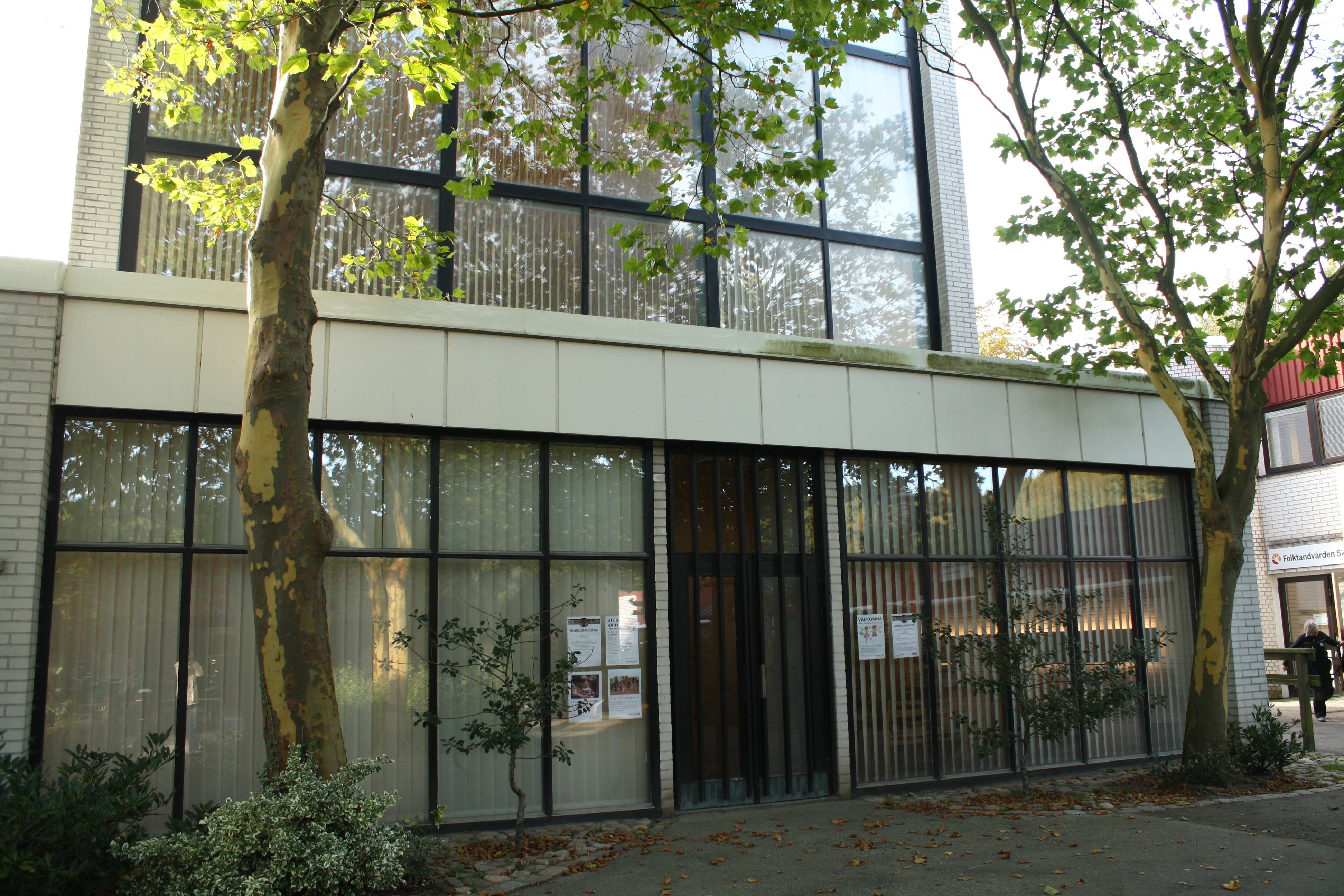
Sankt Knuts kyrka

Sankt Knuts kyrka 55°41′42″N 13°14′30″Ö / 55.694912°N 13.241776°Ö (uppkallad efter Knut den helige) är en distriktskyrka för stadsdelen Linero i Lunds östra stadsförsamling. Kyrkan invigdes den 15 april 1973.